# Obiter dictum
Obiter dictum (lat. „řečeno na okraj“, mn. č. obiter dicta), v justičním slangu obíčko, je ta část rozhodnutí, která shrnuje další argumenty a která není autoritativní. Je uváděna pouze pro dokreslení a může mít v případě, že je součástí zrušovacího rozhodnutí, význam jako vodítko pro další rozhodování soudu nižší instance.
Příklad: „Kasační stížnost byla podána opožděně (= ratio decidendi), avšak nemohla by zřejmě uspět ani v případě, že by byla včasná, neboť stěžovatel se domáhá rozhodnutí ve věci, jež je vyňata z pravomoci soudů (= obiter dictum).“
V precedenčních systémech je závaznou částí precedentu pouze ratio decidendi, argumentace obiter dictum precedenční účinky nemá.

## Důvody použití
Podle právníka Davida Kosaře se obiter dicta používají hlavně v těchto případech:
1. „vyjádření názoru soudu (který cítí potřebu vytvořit do budoucna jasné vodítko) na spornou otázku v případě, kdy se k meritu věci nedostal, např. kvůli tomu, že věc byla zamítnuta již z procesních důvodů;
2. když soud považuje za nutné reagovat na konkrétní námitku účastníka (jednu z mnoha), i když kauza byla rozhodnuta již na námitce předchozí;
3. když soud chce osvětlit kontury svého rozhodnutí tím, že poukáže (v obiter dictu) na případy, ve kterých by rozhodl opačně;
4. když si soud není jistý v kramflecích, a proto uvádí dodatečné důvody pro ospravedlnění závěru, ke kterému došel;
5. prokázání erudice a rozhledu soudce (někdy přecházející až v exhibicionismus).“